# Государственное управление по делам религий КНР
Государственное управление по делам религий КНР (кит. трад. 國家宗教事務局, упр. 国家宗教事务局, пиньинь Guójiā Zōngjiào Shìwùjú) — официальный орган при Государственном совете КНР, контролирующий религиозные вопросы в Китайской Народной Республике и осуществляющий взаимодействие с Буддийской ассоциацией Китая, Всекитайской ассоциацией даосизма, Исламской ассоциацией Китая, Свободным патриотическим движением и Католической патриотической ассоциацией.
Директор управления — Ван Цзоань (с 2009).

## История
Управление основано в 1950 году и осуществляет контроль над административной, кадровой и идеологической политикой религиозных групп Китая, а также осуществляет мониторинг исполнения директив Коммунистической партии Китая всеми религиозные организациями, имеющими государственную регистрацию.
Управление контролирует исполнение статье 36 Конституции КНР, гарантирующей гражданам Китая свободу вероисповедания, а также, что «религиозные организации и религиозные дела свободны от иностранного контроля».
1 сентября 2007 года управлением издан Приказ № 5 («Меры по управлению реинкарнациями живых будд в тибетском буддизме»).
В декабре 2014 года директор управления Ван Цзоань призвал население Китая «решительно сопротивляться усилиям других стран навязать Китаю христианство».